# HD99945
HD99945 — хімічно пекулярна зоря спектрального класу A1, що має видиму зоряну величину в смузі V приблизно  6,1.
Вона  розташована на відстані близько 195,1 світлових років від Сонця.